# Baddaginnie
Baddaginnie is een plaats in de Australische deelstaat Victoria en telt 460 inwoners (2006).